# Agapet II.
Agapet II., papa od 10. svibnja 946. do prosinac 955. godine.